# Sultan bin Salman Al Sa'ud
Sulṭān bin Salmān Āl Saʿūd (in arabo ﺳﻠﻄﺎﻥ ﺑﻦ ﺳﻠﻤﺎﻥ ﺍﻝ ﺳﻌﻮﺩ‎?; Riad, 27 giugno 1956) è un politico ed ex astronauta saudita, ufficiale in congedo della aeronautica militare saudita e membro della famiglia reale.

## Primi anni di vita e formazione
Sultan bin Salman è nato a Riad il 27 giugno 1956 ed è il terzo figlio di re Salman. Sua madre era Sultana bint Turki Al Sudairi che è morta nel luglio 2011 a 71 anni. Era la figlia dello zio di Salman, Turki bin Ahmad Al Sudairi, che è stato in precedenza governatore della Provincia di Asir. Sultan bin Salman è fratello germano dei principi Fahd, Ahmad, Abd al-Aziz, Faysal e della principessa Hassa (nata nel 1974).
Sultan ha completato la sua istruzione elementare e secondaria a Riyad. Ha conseguito una laurea in comunicazioni di massa presso l'Università di Denver e un master in scienze sociali e politiche presso l'Università di Syracuse nel 1999. Durante il periodo di studio universitario ha ottenuto il brevetto di pilota per diversi tipi di aerei civili e militari.

## Carriera

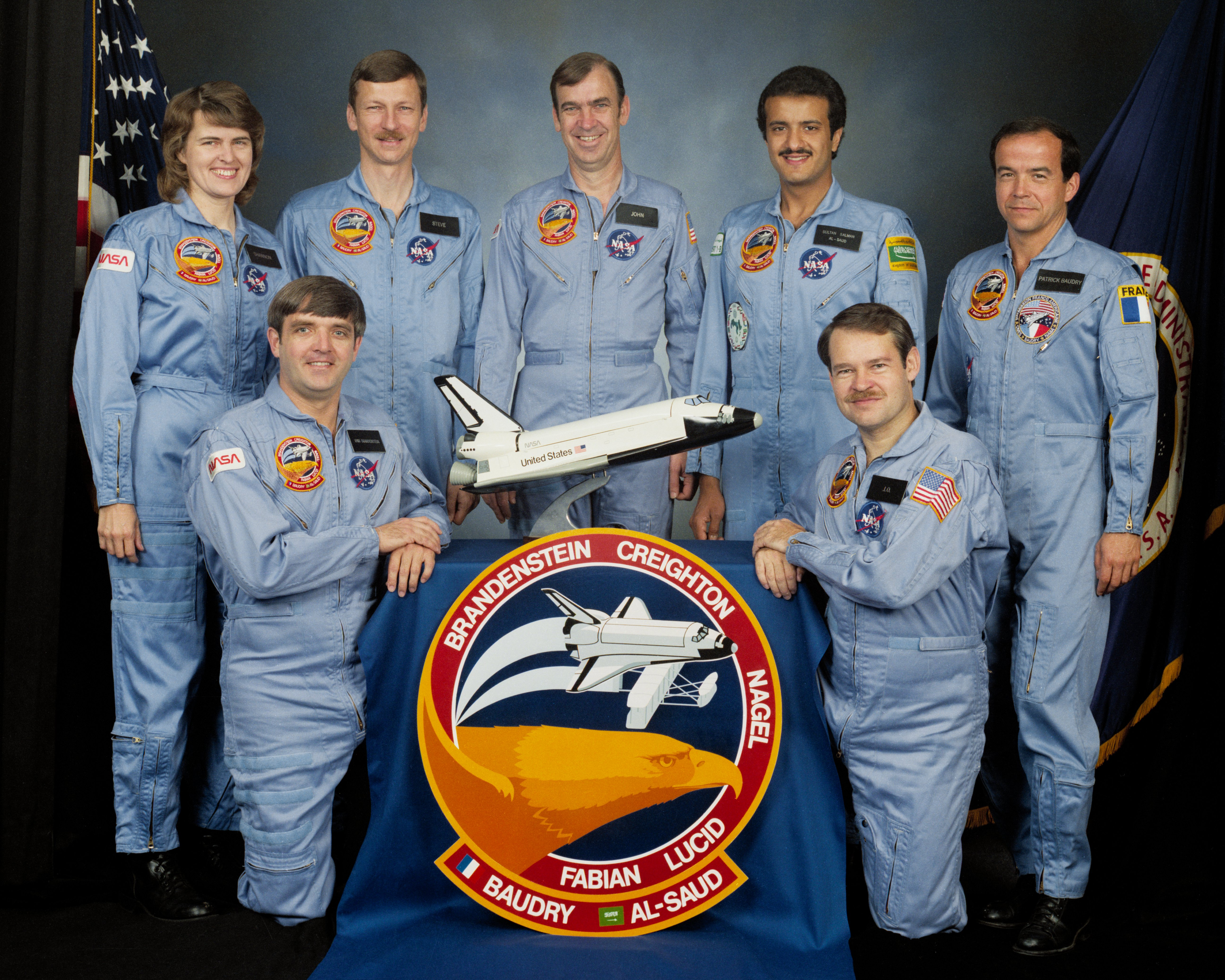
L'equipaggio del STS 51-G.

Sultan bin Salman ha iniziato la sua carriera nel 1982 come ricercatore nel dipartimento di comunicazioni internazionali presso il ministero dell'informazione del regno. Il suo mandato è durato fino al 1984. Ha servito come vice direttore del comitato dei media sauditi e in tal veste ha seguito la squadra nazionale ai Giochi della XXIII Olimpiade di Los Angeles del 1984. Nello stesso anno, è stato nominato direttore ad interim del neonato reparto di pubblicità televisiva presso il ministero dell'informazione.
Dal 17 giugno al 24 giugno 1985, è stato nello spazio sullo Space Shuttle Discovery, partecipando come specialista di carico utile alla missione STS-51-G. Nell'equipaggio internazionale, composto di altri sei membri, cinque statunitensi e un francese, ha rappresentato la Arabsat che stava distribuendo il suo satellite ARABSAT-1B. Sultan è diventato il primo astronauta arabo e musulmano, il primo membro di una famiglia reale a recarsi nello spazio e, con un'età di 28 anni, il più giovane astronauta.
Più tardi, ha assistito all'istituzione della'Associazione degli esploratori dello spazio, un organismo internazionale che comprende tutti gli astronauti e cosmonauti che sono stati nello spazio, e ha fatto parte del suo consiglio di amministrazione per diversi anni.
Nel 1985, Sultan ha registrato un messaggio commerciale che è stato trasmesso su MTV durante il concerto evento Live Aid. Il suo messaggio ha citato il suo recente viaggio sullo Space Shuttle ed è stato seguito da altri 33 rilasciati tra gli altri da César Chávez, Coretta Scott King, Carl Sagan, Jesse Jackson e Peter Ueberroth. Nel 1985 è entrato nell'aeronautica militare con il grado di tenente colonnello. Si è ritirato dalla forza armata nel 1996 con il grado di colonnello.

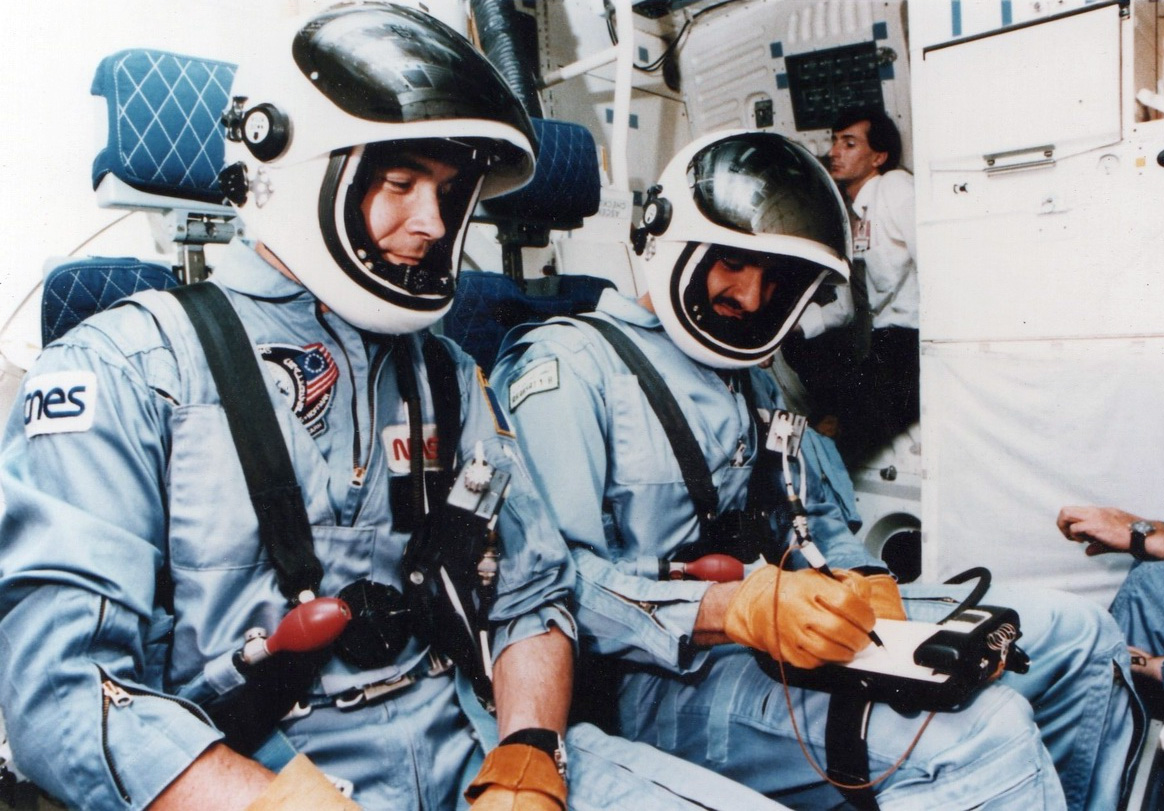
Patrick Baudry e il principe nel 1985.

Nel 2000, è diventato segretario generale della neo-costituita Commissione suprema per il turismo e le antichità. Il suo mandato è stato rinnovato per altri quattro anni nel febbraio 2008. Come segretario generale di questa istituzione, ha contribuito in modo significativo al miglioramento della strategia turistica dell'Arabia Saudita. Egli era infatti considerato il ministro del turismo del paese.
Il 27 dicembre 2018 re Salmān lo ha posto a capo della neonata Agenzia spaziale saudita.

## Opinioni
Per quanto riguarda i legami tra lo Stato e il popolo, ha sostenuto che "Ogni cittadino di questo paese è una persona responsabile. Qui lo stato è il cittadino e il cittadino è lo Stato. Non c'è divisione tra la dirigenza e i cittadini".

## Vita privata
Sultan bin Salman ha sposato Hayfa, una delle figlie di Sa'ud bin Faysal, ministro degli affari esteri dal 1975 al 2015. Hanno avuto tre figli. Uno di essi, Salman (nato nel 1990), ha studiato all'Università di St. Andrews in Scozia, e ha sposato una figlia del principe Khalid bin Sa'ud Al Sa'ud, un pronipote di Mohammed bin Abdul Rahman, a Riyad, il 5 dicembre 2012.
Nel tempo libero pratica il volo a vela e lo sci.
Il principe Sultan possiede una fattoria a Diriyah che è un modello di servizi moderni in un ambiente storico. L'azienda riflette il suo tentativo di ripercorrere le origini della famiglia Al Sa'ud e di documentare le origini della dinastia nel Najd.

## Premi
Il principe Sultan ha ricevuto la medaglia del cancelliere dell'Università di Syracuse nel mese di novembre 2012 per il suo ruolo chiave nel contribuire a lanciare una partnership di collaborazione tra l'ateneo e l'Università Principessa Nora bint Abdul Rahman.